# Melanochromis interruptus
Melanochromis interruptus är en fiskart som beskrevs av Johnson, 1975. Melanochromis interruptus ingår i släktet Melanochromis och familjen Cichlidae. IUCN kategoriserar arten globalt som sårbar. Inga underarter finns listade i Catalogue of Life.